# اللغة الغاغاوزية
لغة غاغاوزية هي أحد اللغات التركية. تتحدثها الغاغاوزيّون واللغة الرئيسية في غاغاوزيا المولدوفيّة المستقلّة ذاتيّاً. وتنقسم إلي لهجتين هما: البغارية الغاغاوزية.  تصنف اللغة الغاغاوزية علي أنها لغة منفصلة عن اللغة الغاغاوزية البلقانية.

## الحروف
كانت في الأصل تستعمل الحروف اليونانية. ولكن بداية من عام 1957 صارت تستعمل الأبجدية الكيريلية. حالياً الحروف الغاغاوزية مشتقة من الأبجدية اللاتينية.